# Mike Schutte
Mike Schutte (Johannesburg, 9 dicembre 1950 – Vanderbijlpark, 14 luglio 2008) è stato un pugile, attore e cantante sudafricano.

## Biografia
Imbattuto nei primi 14 incontri di pugilato disputati, combatté professionalmente dal 1971 al 1979. Divenne campione dei pesi massimi del Sudafrica battendo Richards nel 1975, per poi perdere il titolo in seguito alla sconfitta contro Coetzee l'anno successivo. Dopo essersi ritirato dal mondo del pugilato, recitò in diversi film ambientati in Sudafrica. Il suo primo nonché più importante film fu Io sto con gli ippopotami (1979), film italiano ambientato in Sudafrica con Bud Spencer e Terence Hill, nel quale interpretò il ruolo dello scagnozzo di Joe Bugner, ex-pugile a sua volta (sia nella vita reale che nel film).
È morto il 14 luglio 2008 alla Emfuleni Medi-Clinic di Vanderbijlpark a causa di insufficienza epatica, trombosi e cuore allargato dopo essere stato dimesso due giorni prima.

## Filmografia
- Io sto con gli ippopotami, regia di Italo Zingarelli (1979)
- Funny People II (1983)
- Target Scorpion (1983)
- Wolhaarstories (1983)
- You Must Be Joking! (1986)
- Hiding Out (1987)
- You Must Be Joking Too! (1987)
- Oh Schuks ... I'm Gatvol! (2004)